# Référendum présidentiel irakien de 2002
Un référendum présidentiel eut lieu en Irak le 15 octobre 2002, le deuxième depuis l'accession de Saddam Hussein en 1979 à la présidence de l'Irak, après celui de 1995.
Les résultats officiels confirmèrent à 100 % des voix et avec un taux de participation de 100 % le président Saddam Hussein dans sa fonction pour un nouveau mandat de sept ans.
Cinq mois plus tard, la coalition emmenée par les États-Unis déclarait à l'Irak la guerre qui allait provoquer la chute du régime.